# Беч
Беч (бечки дијалект Wean, мађ. Bécs, архаично Вијена од итал. Vienna) је главни град и уједно једна од савезних држава Аустрије. Са око два милиона становника (2,9 милиона на ширем подручју града) Беч је 5. највећи град Европске уније, далеко највећи град Аустрије и њено политичко, економско и културно средиште.
Град лежи на Дунаву у најисточнијем делу Аустрије недалеко од границе са Словачком, Мађарском и Чешком, на раскршћу путних праваца север-југ, повезујући Балтик са Јадраном, и запад-исток, повезујући западну Европу са Балканом и даље Азијом. Историја Беча почиње пре око 4 миленијума чиме се подручје града сврстава међу најстарије људске насеобине на свету. Беч је тако једна од најстаријих метропола у 'срцу' Европе, царски град и место укрштања разних култура и утицаја, град који је вековима имао водећу улогу у креирању политичке сцене Европе и овог дела света. Био је седиште императора Светог римског царства, главни град Аустријског царства те Аустроугарске монархије када је и достигао свој врхунац крајем 19. века и са око 2.000.000 становника представљао четврти град по величини на свету (после Лондона, Париза и Њујорка), културно средиште, речну луку, индустријски и трговачки центар повезан са чешким, мађарским и јужнословенским земљама.
После периода пада, услед два светска рата и окупације града од стране савезничких снага, Беч поново преузима старе функције трговачког центра који је у добрим односима са источноевропским земљама, универзитетског, културног и туристичког центра који угошћава учеснике међународних конференција и конгреса. Тиме је Беч данас један од најважнијих конгресних центара на свету и седиште многих међународних институција, од којих су најзначајније организација за европску безбедност и сарадњу (ОЕБС), Међународна агенција за нуклеарну енергију (ИАЕА), организација земаља извозница нафте (ОПЕК), и један од четири центра Организације уједињених нација.
Град је, између осталог, и једно од најомиљенијих европских одредишта туриста из читавог света али и имиграната који чине, посебно последњих година, велики удео у броју градског становништва. Град годишње посете милиони туриста највише захваљујући многобројним културно-историјским споменицима, палатама и разноврсној културној понуди. Беч носи и епитет музичке престонице света у којој су живели и стварали композитори као што је Моцарт или Бетовен и једног од најзначајнијих културних центара старог континента.
На основу студије консултантске фирме за људске ресурсе „Мерцер” о квалитету живота у светским метрополама Беч је 2019. (као и низ година уназад) проглашен најбољим градом за живот на свету.

## Географија
Беч се простире на 414,65 km² и тиме је најмања савезна држава Аустрије. Смештен је у источнијем делу Аустрије, близу границе са Словачком. Град окружује савезна држава Доња Аустрија. Надморска висина града варира у распону од 151 m у Лобау до 542 m на Херманскогелу. Готово половина бечког региона је под зеленим површинама, од чега 28,4% територије града заузимају паркови и баште, 16,6% бечке шуме, док се велики део ових површина искоришћава и у пољопривредне сврхе. Беч је тако и једна од 4 аустријске савезне државе где се узгаја винова лоза, на 1,7% територије.

### Положај
Повољан географски положај имао је пресудан утицај на развој Беча, као једног од најважнијих и највећих градова средње Европе. Град је смештен између североисточних венаца Алпа, у Бечком басену на Дунаву. Историјски Беч налазио се јужно од Дунава, да би се до данас проширио и на другу, северну обалу реке.
Беч је одувек представљао раскрсницу путева између запада и истока, правцем Дунава између централне и југоисточне Европе, и на рути најстарије европске трасе између југа и севера, на Путу ћилибара. Овакав положај града погодовао је првенствено развоју трговине и путне инфраструктуре, а потом и не мање значајним културним утицајима и приливу становништва из разних региона Европе који су дали велики допринос и оставили јак печат на развој читавог Бечког региона.
Након пада Гвоздене завесе 1989. године, почињу видно да јачају економске и саобраћајне везе са суседним северним и источним земљама. Тиме је близина Беча земљама бившег источног блока поново добила на значају. Тако је Словачка престоница Братислава удаљена свега 60 km од Беча, те је то јединствен пример у Европи да се два главна града налазе на тако малој удаљености један од другог (изузимајући посебан случај Ватикана и Рима). Коначно, након ширења шенгенског простора 21. децембра 2007. године на Мађарску, Чешку и Словачку, источне границе Аустрије се први пут након новембра 1918. године могу поново прелазити без граничних контрола.

### Клима
Беч има умерено-континенталну климу са влажним утицајима из западне Европе, односно Атлантика, и хладнијим континенталним утицајем са истока. Град има релативно топла лета са просечном дневном температуром у интервалу од 22 °C до 26 °C и најнижом летњом просечном температуром од око 15 °C. Последњих година међутим, температуре лети прелазе и 30 °C. Зиме су хладне, но ипак и релативно благе у односу на остале делове Аустрије са просечном температуром од око 0 °C.
Просечна годишња температура у средишњим деловима града износи 11,4 °C, док је у предграђима и на ободу нешто нижа и износи 10,2 °C. Количина падавина генерално варира током године и највиша је током јуна у јула. Највећа вероватноћа снежних падавина је у периоду од друге половине децембра до почетка марта.
| Клима Беча                                                  | Клима Беча   | Клима Беча   | Клима Беча   | Клима Беча   | Клима Беча   | Клима Беча   | Клима Беча   | Клима Беча   | Клима Беча   | Клима Беча   | Клима Беча   | Клима Беча   | Клима Беча    |
| Показатељ \ Месец                                           | .Јан.        | .Феб.        | .Мар.        | .Апр.        | .Мај.        | .Јун.        | .Јул.        | .Авг.        | .Сеп.        | .Окт.        | .Нов.        | .Дец.        | .Год.         |
| ----------------------------------------------------------- | ------------ | ------------ | ------------ | ------------ | ------------ | ------------ | ------------ | ------------ | ------------ | ------------ | ------------ | ------------ | ------------- |
| Апсолутни максимум, °C (°F)                                 | 16,8 (62,2)  | 20,3 (68,5)  | 25,4 (77,7)  | 27,4 (81,3)  | 31,5 (88,7)  | 36,5 (97,7)  | 36,1 (97)    | 39,5 (103,1) | 31,8 (89,2)  | 24,8 (76,6)  | 21,3 (70,3)  | 16,4 (61,5)  | 39,5 (103,1)  |
| Максимум, °C (°F)                                           | 3,8 (38,8)   | 6,1 (43)     | 11,5 (52,7)  | 16,1 (61)    | 21,3 (70,3)  | 24,0 (75,2)  | 26,7 (80,1)  | 26,6 (79,9)  | 21,1 (70)    | 15,3 (59,5)  | 8,1 (46,6)   | 4,6 (40,3)   | 15,3 (59,5)   |
| Просек, °C (°F)                                             | 1,2 (34,2)   | 2,9 (37,2)   | 6,4 (43,5)   | 11,5 (52,7)  | 16,5 (61,7)  | 19,1 (66,4)  | 21,7 (71,1)  | 21,6 (70,9)  | 16,8 (62,2)  | 11,6 (52,9)  | 5,5 (41,9)   | 2,4 (36,3)   | 11,4 (52,5)   |
| Минимум, °C (°F)                                            | −0,8 (30,6)  | 0,3 (32,5)   | 3,5 (38,3)   | 7,8 (46)     | 12,5 (54,5)  | 15,1 (59,2)  | 17,4 (63,3)  | 17,5 (63,5)  | 13,6 (56,5)  | 8,8 (47,8)   | 3,6 (38,5)   | 0,5 (32,9)   | 8,3 (46,9)    |
| Апсолутни минимум, °C (°F)                                  | −19,1 (−2,4) | −22,6 (−8,7) | −17,4 (0,7)  | −2,1 (28,2)  | 4,9 (40,8)   | 6,8 (44,2)   | 10,9 (51,6)  | 10,1 (50,2)  | 5,6 (42,1)   | −1,8 (28,8)  | −7,0 (19,4)  | −15,4 (4,3)  | −22,6 (−8,7)  |
| Количина падавина, mm (in)                                  | 21,3 (0,839) | 29,3 (1,154) | 39,1 (1,539) | 39,2 (1,543) | 60,9 (2,398) | 63,3 (2,492) | 66,6 (2,622) | 66,5 (2,618) | 50,4 (1,984) | 32,8 (1,291) | 43,9 (1,728) | 34,6 (1,362) | 547,9 (21,57) |
| Количина снега, cm (in)                                     | 18,6 (7,32)  | 15,6 (6,14)  | 8,3 (3,27)   | 1,5 (0,59)   | 0,0 (0)      | 0,0 (0)      | 0,0 (0)      | 0,0 (0)      | 0,0 (0)      | 0,0 (0)      | 7,9 (3,11)   | 16,4 (6,46)  | 68,3 (26,89)  |
| Дани са падавинама (≥ 1.0 mm)                               | 5,3          | 6,0          | 8,1          | 6,3          | 8,3          | 9,3          | 8,2          | 8,5          | 6,9          | 6,0          | 7,5          | 7,6          | 88            |
| Сунчани сати — месечни просек                               | 70,1         | 101,6        | 142,9        | 197,5        | 238,5        | 237,9        | 263,1        | 251,6        | 181,6        | 132,3        | 66,7         | 51,8         | 1.935,5       |
| Сунчано време — месечни проценти                            | 25,6         | 35,5         | 40,1         | 48,2         | 50,6         | 49,6         | 54,4         | 56,8         | 53,8         | 40,6         | 23,9         | 19,8         | 41,58         |
| UV индекс                                                   | 1            | 2            | 3            | 4            | 6            | 7            | 7            | 6            | 4            | 3            | 1            | 1            | 3,8           |
| Извор #1: Central Institute for Meteorology and Geodynamics |              |              |              |              |              |              |              |              |              |              |              |              |               |
| Извор #2: Weather Atlas                                     |              |              |              |              |              |              |              |              |              |              |              |              |               |

## Историја
Историја Беча почиње пре око 4000 година, док први писани историјски извор датира из 13. века. Подручје данашњег града представља једну од најстаријих људских насеобина за шта велику заслугу има његов положај. Беч је тако једна од најстаријих метропола у 'срцу' Европе, царски град и место укрштања разних култура и утицаја, град који је вековима имао водећу улогу у креирању политичке сцене Европе и овог дела света.

### Праисторија, римско доба и средњи век
На подручју које заузима данашњи Беч налазило се првобитно келтско насеље Vedunia (нем.Waldbach). Управо германска реч и назив града Vienna вероватно долази од речи овог првобитног насеља. Археолошка истраживања показују да је још за време старијег каменог доба на Бечком подручју било спорадичног насељавања, да би од млађег каменог доба оно било константно.
У 1. веку н. е. Римљани су на простору данашњег централног градског језгра изградили војно утврђење (каструм) у циљу одбране границе тадашње провинције Паноније. У продужетку каструма налазио се цивилни град Vindobona на простору данашњег 3. бечког округа (нем. Bezirk). Још и данас се могу разазнати правац пружања зидина римског утврђења и пролаза дуж и испод уличица Бечког старог града. Римљани су се овде задржали све до 5. века н. е.
Келтско насеље и касније војно утврђење Римљана налазили су се на крајњем истоку Западног римског царства те су стога брзо постали жртве великих промена које су наступиле услед сеоба германских народа. Постоје чак и докази о великом пожару који се догодио почетком 5. века н. е. када је изгорео велики део римских складишта и утврђења, но преостали ипак нису напуштани већ су штавише чак поново насељавани. Улице и куће средњовековног Беча пружале су се управо правцем зида римског утврђења због чега су досељеници користили један његов део, као подршку пре свега, који је и до данас очуван.
Центар средњовековног Беча био је Berghof (данас улица Salvatorgasse). Прво оригинално помињање датира још из 881. године из Салцбуршких анала где се описује битка против Мађара али је нејасно да ли сама локација обухвата град или Бечку реку. Приликом археолошких ископавања пронађени су гробови из 6. века, периода када су Бечом владали Лангобарди. Након тога Бечом су даље господарили Словени па потом Авари.
Након победе Отона I у великој бици против Мађара 955. године почео је успон Беча. Већ у 11. веку Беч је био важно трговачко средиште, да би га 1105. године аустријски војвода Хајнрих II прогласио својим главним градом. Свега годину дана касније Аустрија је постала војводство па тиме и Беч седиште војвода.
Након завршетка Трећег крсташког рата, енглески краљ Ричард I је приликом повратка у Енглеску заробљен у Ердбергу (нем. Erdberg) поред Беча, што је данас подручје 3. Bezirk-а. Новцем од откупа, који је плаћен за његово ослобађање, основана је прва ковница новца и почело је прво веће финансирање градске инфраструктуре и проширења Беча. Године 1221, Беч је, као други град аустријског војводства после Енса (нем. Enns), добио статус града и посебан трговачки закон (нем. Stapelrecht). To значи да су сви трговци, који су пролазили кроз град, своје производе морали да нуде и евентуално продају потенцијалним купцима у Бечу. Управо то је омогућило Бечлијама посредну трговину и то на начин да су веома брзо успостављене бројне трговачке везе, посебно дуж Дунава и према Венецији.

### Хабсбурговци
Након победе краља Рудолфа I над чешким краљем Отакаром II у бици 26. августа 1278. године почела је владавина династије Хабсбурговаца у Аустрији.
За време владавине династије Луксембург, политичко седиште царства био је Праг те је Беч у новонасталим околностима остао у његовој сенци. Рани Хабсурговци су међутим, покушавали даље да изграђују град и тиме иду у корак са временом и актуелним приликама. Велике заслуге припадају пре свега Рудолфу IV који је паметном привредно-економском политиком успео да повећа животни стандард становништва. Два кључна потеза дала су му надимак „Утемељитељ“: оснивање Универзитета у Бечу 1365. године и изградња великог дела готске цркве Св. Стефана (нем. Stephansdom) у центру града.
Но ипак, долазећи период превирања у династији Хабсбурга донео је како многе промене, тако и извесни привредни пад Беча. После избора Алберта II за краља Светог римског царства 1438. године, Беч је постао његова резиденција. За овај период и име Алберта II посебно се везују масовна прогнанства и убијања бечких јевреја 1421/1422. године, нем. Wiener Gesera.
Од 1469. године, град у успону је постао седиште бискупије, па је тиме главна градска црква прерасла у катедралу Св. Стефана. Године 1556, Беч је коначно постао и седиште императора Светог римског царства чиме су Угарска (Мађарска) и Бохемија (данашња Чешка) дошле под управу Хабсбурговаца.
Године 1551, почео је период реформације те се тако, доктрином Мартина Лутера, протестантизам брзо ширио Бечом. У таквим околностима краљ Фердинанд је као одговор довео Језуите у град који су врло брзо остварили јак утицај међу становништвом Беча. Они су основали своје удружење и школе које је предводио Бечки универзитет те је тиме Беч постао полазна тачка контрареформације или тзв. католичке обнове у Светом римском царству.

### Турске опсаде Беча
Још 1529. године Беч је био први пут под турском опсадом, која се завршила неуспехом. Граница између хабсбуршког и османског дела Угарске лежала је готово 200 година свега око 150 km источно од града што је прилично ограничавало његов развој.
Са друге стране, Беч је развијао и све више модернизовао планове одбране и утврђења. Изградња сигурносних утврђења све до половине 17. века чинила је главни и највећи део свих грађевинских активности у граду. Оправданост ових радова показала се већ 1683. године приликом друге турске опсаде која је трајала свега 2 месеца након чега су се Османлије морале повући пред налетом војске пољског краља Јана III Собијеског. Ово је значило и дефинитиван почетак повлачења Османлија из средње Европе.

### Доба културног врхунца, период барока и класицизма
18. век био је златно доба за грађевинарство и изградњу, период успона и процвата Беча. Дошло је до потпуне реизградње и реконструкције грађевина и градских целина у стилу барока (Vienna gloriosa), те су тако изграђени многобројни дворци и палате за племиће од којих су најпознатије палата Шенбрун, Лихтенштајн, Шварценберг као и Белведере, раскошна палата саграђена за аустријског принца Еугена Савојског.
Интензивна изградња одвијала се, међутим и изван градских зидина, у ближим предграђима. Од 1704. године предграђа уз само градско језгро Беча, тј. његов зид, су добила сопствени систем заштите. Тако је изграђен и насип (Liniewall) који се пружао правцем данашњег бечког појаса. Он је раздвајао прва предграђа (данас 3.Bezirk и даље до 9.) од спољашњих, тј. удаљенијих (данас од 10. до 16. Bezirk-а). Заштитни насип био је укупно дугачак 13,5 km и на његовој изградњи било је ангажовано комплетно становништво града узраста од 18 до 60 година, те је тако завршен у рекордном року од свега 4 месеца. Насип широк и висок импозантних 4 m био је изграђен првобитно од земље и ојачан палисадом, да би тек 1735. године добио коначан изглед пошто је озидан опеком. Око њега се пружао чак и цик-цак канал, и то првенствено из сигурносних разлога. Новом реорганизацијом града насип је срушен 1894. године а његови остаци се могу местимично и данас видети дуж бечког појаса.
Након последњих великих епидемија куге 1694. односно 1713. године, становништво Беча је константно расло. 1724. године град је према проценама имао око 150.000 становника, да би крајем 18. века тај број порастао до око 200.000. У овом периоду почело је и оснивање мануфактура. Прва је основана у 2. Bezirk-у. Проблем хигијене у граду постепено је решаван првом организацијом комуналних служби, грађевине и куће у граду су нумерисане и са радом је почела и градска пошта.
Са процватом града и градског живота, Беч је убрзо постао и један од најважнијих културних центара Европе, највише на пољу класичне музике чији су најзначајнији представници Јозеф Хајдн, Волфганг Амадеус Моцарт, Лудвиг ван Бетовен и Франц Шуберт.

### Царски град између конзерватизма и авангарде
Од 1804. године Беч је главни град новоуспостављеног Аустријског царства (1804—1864), да би у њему 1806. године било проглашено укидање Светог римског царства. У Наполеоновим ратовима град је два пута освајан и то 1805. и 1809. године. Након пада Наполеона, у Бечу је 1814/1815. одржан Бечки конгрес којим је успостављена нова политичка мапа Европе.
Наредно доба је обележено немачком револуцијом и бројним политичким превирањима, али и периодом бидермајера. Бидермајер је био надахнуће у политички тешкој ситуацији и и те како се испољио кроз културу, књижевност, моду и дизајн тог времена. То је заправо био последњи период пре индустријализације која је веома брзо уследила. Већ 1837. године је отворена прва линија железнице у Аустрији.
Француска револуција 1848. године имала је одјека и у Бечу те је тако 13. марта коначно угушена немачка револуција и државни канцелар Метерних, под притиском и масовним протестима у Бечу, поднео оставку.
Од 1850. године Беч се шири тако што се прва предграђа унутар насипа урбанизују. 1858. године срушене су градске зидине које су окруживале сам центар града (данас 1. округ) и на том месту саграђен је бечки Ринг (прстен) или  . Бечки Ринг је раскошна авенија дугачка 5,3 km која кружи око централног дела Беча (1.Bezirk-а). Изградња је отпочела са наменским планом ширења града на месту срушеног градског зида одлуком цара Франца Јозефа I. Ринг је завршен и званично отворен 1865, да би у периоду од 1869. до 1888. године биле завршене раскошне грађевине дуж њега попут Бечке државне опере, берзе, парламента, градске скупштине, бечког универзитета, музеја, академија и позоришта. Ова улица јединствена је у својој монументалности и дала је пресудан печат читавог једног периода архитектонском стилу Беча. Захваљујући томе је у историју уметности уведен термин 'стил бечког Ринга'.
Након велике поплаве 1830. године почело се размишљати о регулацији тока Дунава кроз град, што је и остварено у периоду од 1868. до 1875. године. Многи рукавци са обе стране реке су исушени док је централни, који се пружао ка центру града, претворен у канал и са главним током реке образује острво, на коме су данас смештени 2. и 20.Bezirk. Са почетком индустријализације средином 19. века и становништво Беча почиње енормно да се увећава. 1870. године град је већ имао 1 милион становника, да би свега 40 година касније, 1910-те тај број износио 2 милиона. Најпознатији градоначелник из овог доба био је Карл Лугер. Био је у служби од 1897. до 1910. године и познат је по реформама комуналних служби али и по израженом антисемитизму.
Овај период представљао је уједно и последњи период културног врхунца Беча, тј. Бечке модерне (1890—1910). Он међутим није био повезан са удружењима уметника који су припадали бечкој сецесији и који су Беч начинили центром овог уметничког правца. На пољу музике новитет је представљала Друга бечка школа. У оваквим веома благотворним околностима и културној атмосфери Зигмунд Фројд је управо у Бечу развио своју психоанализу, један од најутицајнијих психолошких праваца.

### Први светски рат и прва република
Први светски рат донео је Бечу, иако не већа разарања, општу кризу у снабдевању становништва и пустошење. Крај рата значио је и распад Аустроугарске монархије и оснивање републике. Република Аустрија проглашена је 12. новембра 1918. године у Бечком парламенту.
Беч је 1. јануара 1922. године раздвојен од Доње Аустрије и тиме добија статус засебне аустријске државе. Политика градских власти у овом периоду (1918—1934) била је по први пут демократски оријентисана, те је град носио надимак 'црвени Беч'. Но ипак, Беч је у то време био центар привредне и политичке нестабилности међуратне Аустрије, својеврсна 'позорница' где су се критиковале али и одобравале одлуке конзервативне владе. Непремостиве разлике, између социјалдемократа са једне и хришћанско-социјалног 'Домобранства' савезне владе са друге стране, кулминирале су 1934. године чак и избијањем грађанског рата. Борбе су се разбуктале пре свега у Бечу, где је биланс страдалих и повређених био неколико стотина. Нешто касније, након неуспеле побуне радника против аустро-фашистичког режима у Бечу, укида се парламентаризам и проглашава се ауторитативна сталешка држава која је убрзо припојена нацистичкој Немачкој 1938. године.

### Нацизам и Други светски рат у Бечу
Одмах након немачке окупације (1938. године) почеле су претње, малтретирања, пљачке и истеривања Јевреја из Беча. Од око 200.000 бечких Јевреја у имиграцију је прогнано око 120.000 (међу њима је најпознатији Зигмунд Фројд), и око 60.000 је убијено.
Бечка градска власт је по нацистичком принципу установила 'велики Беч' који је настао припајањем околних територија и интеграцијом локалног становништва. Велики Беч био је површински чак три пута већи од територије која му је заиста припадала.
Од 1944. године уследили су ваздушни напади на град при чему је уништена приближно једна петина градског урбаног простора. Доста је страдао и сам центар Беча и грађевине од историјске важности, пре свега здање Бечке опере и музеј Албертина. Катедрала Св. Стефана је опљачкана и запаљена иако је пре тога претрпела ваздушне нападе практично без оштећења. Укупан број жртава ваздушних напада на град је 8.800.
Априла 1945. дошло је до завршних борби за Беч или 'бечке операције' при којој су трупе Црвене армије поразиле Нацисте и освојиле град.

### Совјетска управа, друга република и период обнове
Одмах након освајања Беча и завршетка ратних дејстава новоформирана совјетска управа побринула се за поновно успостављање градских структура, те је брзо дошло до формирања политичких партија и обнове политичког живота. Но тек у пролеће 1945. године совјетске трупе су допустиле улазак трупама 3 земље савезнице у град: САД, Уједињеног Краљевства и Француске. Беч је тиме од 1945. године био подељени град, и то на 4 засебна сектора.
На Шварценберговом тргу, који се у периоду од 1945. до 1956. године звао Стаљинов трг, Црвена армија је подигла Споменик ослобођења и јунака или Споменик Црвене армије. Споменик је откривен 19. августа 1945. године и његово очување у првобитном облику загарантовано је уставом Аустрије.
Након завршетка рата у Бечу је уследио општи привредни успон и обнова, у чему је велику улогу одиграо и Маршалов план. Трупе савезничких сила повукле су се дефинитивно из града до пролећа 1955. године, да би потом 15. маја исте године Аустрија усвајањем устава коначно повратила и потпуни суверенитет над својом територијом.

### Беч у другој половини 20. века, до данашњих дана
У пролеће 1956. године Беч је прихватио мноштво избеглица из Мађарске које су бежале западно након неуспеле побуне против комунистичког режима. Други талас исељеника кренуо је ка Бечу већ 1968. године али овог пута из Чехословачке, након слома Прашког пролећа и совјетске окупације. Све ово значило је да Аустрија поново постајала земља досељеника, након што је после Другог светског рата велики број становништва емигрирао у САД у потрази за бољим животом. Томе у прилог иду и споразуми потписани са Турском (1964. године) и Социјалистичком Федеративном Републиком Југославијом (1966. године) о примању радне снаге из ових земаља. То је узрок и томе да данас највећи број досељеника у Бечу потиче са простора бивше Југославије, који се чак и додатно повећао избегличким таласом 90-их година.
Друга половина 20. века представља и најдуже мирнодопско раздобље у историји града које је довело до развоја Беча у модерну, према свету отворену метрополу. Већ 1957. године Беч је постао седиште међународне агенције за атомску енергију (ИАЕА), прве интернационалне организације након 1945. године. Од 1965. град је седиште и организације земаља извозница нафте (ОПЕК-а). У Бечу је 1961. године одржан састанак на највишем нивоу председника САД Џона Ф. Кенедија и совјетског председника Никите Хрушчова. Веома важна година за Беч била је и 1980-та када је отворен Бечки интернационални центар (ВИЦ) или УНО-град те је тиме Беч постао треће службено седиште Уједињених нација. Све ово је допринело да се Беч позиционира као препознатљиви конгресни и посреднички центар за решавање конфликата у светским размерама. Управо су у Бечу 2006. године вођени преговори о статусу Косова и Метохије.
Изградњом Дунавског торња на северној обали Дунава 1964. године и нешто касније комплекса зграда Уједињених нација, панорама Беча је знатно измењена духом модернизма. Значајан импулс развоју градске инфраструктуре дала је и изградња подземне железнице (нем. U-Bahn) те је још 1978. године отворен први део прве линије, док радови на усавршавању и проширењу подземне мреже возова трају непрекидно до данашњих дана.
Данас се Беч по свим међународним критеријумима и истраживањима сврстава међу градове са највишим квалитетом живота на свету. Томе доприноси велики удео зелених површина на градском подручју (близу 50%) па тиме и веома добри еколошки услови и стандарди у граду, изузетно висока социјална сигурност, ниво заштите и поштовања људских права, првокласан здравствени и високо развијен образовни систем, ефикасна и модерна јавна управа, јако развијена градска инфраструктура (путна мрежа, систем јавног градског превоза и квалитет становања), богата и квалитетна понуда алтернативних активности и најзад шароликост култура.

## Становништво
По процени од 1. јануара 2022. године у граду је живело 1 931 593 становника.
Становништво Беча, као престонице Аустроугарске монархије (1867—1918), се константо повећавало, што је била последица индустријализације и миграција из других делова Монархије и Европе. Непосредно пред Први светски рат, 1910. године, Беч је имао преко 2 милиона становника и био један од 5 највећих градова на свету. Највећи број досељеника био је чешког порекла, због чега је Беч постао „други највећи чешки град”, после Прага.
Након завршетка Првог светског рата и распада Аустроугарске, велики број чешких и мађарских имиграната се враћа у своје новонастале државе, чиме укупан број становника Беча почиње да се смањује. Све до 80-их година 20. века број становника се смањује да би у скоријој прошлости поново почео да расте. Томе је допринела и изузетно велика миграција становништва са простора бивше Југославије, махом из Србије и Босне и Херцеговине. По подацима из 2001. године, око 16% становништва Беча има држављанство неке друге државе, од чега је половина са простора бивших југословенских република, највише Срба. Потом следе Турци (3,5%), Пољаци, Немци итд. 
Процењује се да данас у Бечу живи око 180.000 Срба.

### Језик
Беч је центар у коме се сусрећу различите варијанте аустријских дијалеката немачког језика, што се граматички односи на класични немачки језик са аустријским или бечким изговором и акцентом. У употреби је често и бечки дијалект (винериш) који представља средње-источно баварски дијалект немачког језика.
Велики део данашњих становника града наводи неки други језик као матерњи, а проценат оних који савладају бечки дијалект је доста различит и непознат.

### Религија
Према попису из 2021. године, 34% становништва Беча чине нерелигиозни или недекларисани, 32% чине римокатолици, 15% су муслимани, 11% су православци, а остали чине 8% становништва.

## Култура
Уметност и култура имају дугу традицију у Бечу. Посебну вредност и међународни значај има културно стваралаштво на пољу музике чији су утемељитељи били светски познати композитори и музичари. У светским размерама су познати Бечки валцер, Хор бечких дечака, традиционалне музичке манифестације као што је Новогодишњи концерт бечке филхармоније, бечки балови, као и многобројна културна здања попут Опере и многобројних градских позоришта, галерија и музеја. Беч је познат и на пољу литерарног стваралаштва, алтернативних форми културног изражавања, боемству, традиционалној кухињи и многобројним кафеима.
Важни правци, тј. културни кругови и институције у граду били су Бечка школа музике (прва), Друга бечка школа музике, Бечки круг филозофа, Бечка литерарна група, Бечка школа фантастичног реализма у сликарству и Аустријска школа економиста.
Од 2001. године културно-историјско језгро Беча је на листи центара културне баштине од посебног значаја и под заштитом Унеска.

### Уметност

#### Музика
Беч важи за светски главни град музике јер су у њему радили и вековима стварали композитори који су дали пресудан печат светској музичкој сцени, пре свега на пољу класичне музике.
Најпознатији представници из групе бечких класичара (1780—1827) су Јозеф Хајдн, Волфганг Амадеус Моцарт, Лудвиг ван Бетовен, Франц Шуберт, Франц Лист, Јоханес Брамс, Јохан Штраус (млађи), Јохан Штраус (старији), Франц Лехар, Антон Брукнер, Густав Малер као и чланови Друге бечке школе почетком 20. века (Арнолд Шенберг, Антон Веберн, Албан Берг) и Ернст Кренек.
Оркестар Бечке филхармоније, коме прилазе и чланови ансамбла Државне опере, проглашен је 2006. године најбољим европским оркестарским саставом по оцени међународних музичких стручњака.
Музичари и музички продуценти новог доба на пољу електронске музике донели су граду међународну популарност и у једном релативно новом музичком домену, Даунтемпу. Овај нови музички жанр заправо потиче и оригинално из Беча и представља опуштени жанр електронске музике, спој више врста жанрова као што су чил аут (енгл. Chill Out), трип хоп, џез, фанк и други.
Беч има развијену и поп-рок музичку сцену, чији је најзначајнији представник Фалко, поп, рок и хип-хоп музичар који је 1986. године доспео на 1. место америчке топ-листе синглова Билборд хот 100 (енгл. Billboard Hot 100) са песмом Rock Me Amadeus.

#### Позориште и опера
Сценска уметност има посебно дугу традицију и важно место на пољу културе и уметности у Бечу. Поред Дворског позоришта, једне од најеминентнијих позоришних сцена немачког говорног подручја, познати су и Народно позориште, престижно Јозефштатско позориште као и Позориште на бечкој реци.
Позориште на бечкој реци је последњих година прерасло у важну позоришну сцену на којој се изводе светске премијере многобројних мјузикла, међу којима је далеко најпознатији и најуспешнији Елисабетх, мјузикл извођен широм света и на многим језицима. Луткарско позориште палате Шенбрун нуди другачији приказ, кроз уметничку игру скупоцених марионета, различитих позоришних комада и опера за децу и одрасле. Од 2000. године додељује се и престижно Нестрој — позоришно признање најуспешнијим великанима сценске уметности у различитим категоријама, најважније признање ове врсте на немачком говорном подручју.
Бечка државна опера је једна од најпознатијих оперских кућа на свету. Поред ње значајна је и Народна опера, позната пре свега по типичним бечким оперетама, али и класичним мјузиклима. Здање у којем је премијерно изведена Бетовенова опера Фиделио од 2000. године поново је искључиво зграда опере. Концерти класичне музике одржавају се још и у здању Бечког музичког удружења (пре свега у “Златној сали )”) и најзад у Бечком концертном дому. Занимљиво је да се у оквиру Музичке куће, која је отворена 2000. године у Бечу, налази и Музеј звукова за децу и одрасле, први такав музеј на свету.

#### Музеји
Историјски најзначајнији музејски експонати данас се чувају у здању Хофбурга. Међу најзначајнијима су ризница Хабсбуршке династије, део читаве колекције сабраних експоната од прворазредног значаја међу којима се истиче круна Светог римског царства и царска круна Аустријског царства. Овде се налази и тзв. Сиси-музеј посвећен аустријској царици Елизабети и Национална библиотека Аустрије.
Чувена Албертина припада такође дворском комплексу Хофбурга. Овај музеј обухвата импозантну збирку графика са око 65.000 цртежа и преко милион графика што је чини највећом на свету. У новом делу комплекса Хофбурга налази се Ефески музеј који представља део Музеја историје уметности, колекција старих музичких инструмената као и збирка дворских ловачких трофеја.
Са супротне стране Ринга у односу на Хофбург налази се Трг Марије Терезије и два, готово идентична музејска здања, Природњачког и претходно поменутог Музеја историје уметности. Музеј историје уметности обухвата обимну колекцију слика из доба ренесансног сликарства, мајсторска дела Бројгела, Рембранта, Рубенса, Тициана и других, док се у Природњачком музеју чува статуета Вилендорске Венере, ремек-дело палеолитске уметности.
Бечки Кварт музеја представља један од највећих културних, музејских комплекса на свету. Он обухвата Музеј модерне уметности (МУМОК), Леополдов музеј у коме се налази импозантна збирка дела Егона Шилеа поред колекција дела из доба Бечког сецесионизма, модерне и аустријског експресионизма (Густав Климт, Оскар Кокошка и други), Галерија уметности, Архитектонски музеј, Кварт плеса и игара, Атеље 21 и Дечји музеј Зоом.
Музеј Белведере, смештен у истоименој барокној палати, презентује уметност Аустрије од средњег века, преко доба барока, до почетка 20. века, од чега су најпознатији радови Густава Климта и Егона Шилеа. Посетиоце привлачи и Моцартова кућа где је он компоновао познату оперу Фигарова женидба (због чега је и ранији назив овог здања био Фигарова кућа).
На Карловом тргу налази се Музеј града Беча који документује различите епохе у историји града кроз једну сталну и многобројне сезонске поставке и експонате.
Од осталих музеја значајно је поменути Музеј примењене уметности, Јеврејски музеј, Технички музеј, Музеј сатова, Зигмунд Фројд музеј, Лихтенштајн музеј, Војно-историјски музеј, Музеј трамваја и Криминалистички музеј. Поред ових, треба споменути и познато изложбено здање бечких сецесиониста, изложбени простор уметничког форума аустријске банке као и квартовске музеје сваког од 23 округа града Беча.

#### Архитектура
Бечку архитектуру карактерише шароликост стилова многобројних историјских епоха почевши од романске Рупретове цркве, преко готске катедрале Светог Стефана и барокне Карлове цркве, до грађевина из доба класицизма и модерне. Посебно треба издвојити архитектуру историцизма (у Аустрији тзв. Време оснивача) до пред крај 19. века која је и у осталим градовима Монархије попут Прага и Будипеште оставила аутентично архитектонско обележје. Примери из овог периода су неоготска као и посебно интересантна и ретка архитектура неорококоа која се употребљавала углавном у унутрашњости здања у обради ентеријера. Југендстил је најбоље уочљив на згради Сецесије, станици подземне железнице Карлов трг као и цркви Св. Леополда Отоа Вагнера.
У Бечу су се састајале и школовале многе светски познате архитекте, обликовавши своје идеје неретко под утицајем бечке архитектуре. Неки од њих су Адолф Лос, Ото Вагнер, Јоже Плечник, Рихард Нојтра, Јозеф Франк и други.
Читав низ нових градских квартова настао је након 1990. године, пре свега Винерберг на југу града и Донау Сити на северној обали Дунава. 202 метра висок Миленијум торањ је од 1999. године највиша грађевина у Бечу, која је симболично означила преокрет и почетак архитектонских иновација у граду. Последњих година је уочљиво комбиновање старих грађевина са модерном архитектуром. Класичан пример је реконструкција Гасометара 2001. године која је својим занимљивим решењима привукла светску пажњу.
Беч има статистички мање високих грађевина у поређењу са другим метрополама. Тренутно у граду постоји 40 небодера високих преко 40 m. Тиме је Беч дао приоритет квалитету становања наспрам квантитета при чему је циљ градских власти очување зелених оаза града као и културно-историјских целина, посебно старог градског језгра које је под заштитом Унеска.
У прошлости је било више покушаја градње и пренамене старих грађевина у високе стамбене и пословне зграде што је довело до оштрих полемика и критика градске управе. Као резултат тога данас постоји строга регулатива која недвосмислено регулише изградњу вишеспратница пре свега у централним зонама града. На основу ових прописа је на свега 26% територије града уопште дозвољена градња пословних и стамбених торњева који чак и на том подручју морају испунити специјалне услове тако да не ремете панораму и видике како тог дела града тако и целокупног Беча.

## Привреда
Беч спада међу најпросперитетније регионе Европске уније. У поређењу са просечним БДП-ом Европске уније (ЕУ просек:100%) Беч је 2007. године досегао БДП индекс од 180% и тиме је 5. најбогатији град-регион Европске уније, уз регионе Ужег Лондона (303%), Луксембруга (251%), Брисела (248%) и Хамбруга (195%). Град ужива и високу међународну репутацију у погледу животног стандарда, ниске стопе криминалитета и високог нивоа личне и социјалне сигурности становништва.
На основу студије консултантске фирме за људске ресурсе Мерцер, Беч је 2015. године заузео 1. место ранг листе градова са највишим животним стандардом, заузевши водећу позицију у већини оцењиваних категорија у највећим градовима света.

#### Туризам
Захваљујући разноврсној културној понуди, репрезентативној архитектури, чувеним композиторима и у новије време запаженој позицији на пољу конгресног туризма, Беч је једна од најомиљенијих и најпознатијих европских дестинација туриста из читавог света.
Познат као Престоница музике, град у коме су стварали Моцарт, Бетовен и Други светски познати композитори, Беч и данас негује културу класичне музике, балова и оперета што посебно привлачи велики број заљубљеника у музику. Међу бројним атракцијама посебно место заузима Бечка опера, Шенбрун, Хофбург, катедрала Св. Стефана, барокна палата Белведере, Албертина, Пратер, Кварт музеја, Карлов трг, мноштво галерија, музеја (преко 100) и позоришта. Једна од најпознатијих градских авенија је Ринг која окружује само историјско језгро града и уз коју су смештене многе репрезентативне грађевине и паркови, такође важне туристичке атракције (Парламент, Дворско позориште, Универзитет, Дунавски торањ, Берза итд.).
Захваљујући свему наведеном, Беч остварује годишње велике приходе од туризма (преко 4 милијарде евра), па је тиме то једна од најзначајнијих привредних грана за град. Само бечке музеје годишње посети 8 милиона људи, док је Шенбрун 2007. године посетило близу 2,6 милиона туриста. Највише туриста у Беч пристиже из Немачке (20,6%), Италије, Сједињених Држава и Уједињеног Краљевства (2008).

## Градска инфраструктура
Беч има јако добро развијену саобраћајну инфраструктуру која се константно и плански даље развија и усавршава. Кроз 35% свих саобраћајних праваца на подручју града пролази макар једна линија градског превоза што је један од најбољих резултата у поређењу са осталим европским метрополама. Даље 32% (2007) саобраћајних траса у граду има уређену бициклистичку инфраструктуру и најзад 28% (2007) су уједно и пешачке.
10 мостова (укључујући железничке, метро и пешачке) повезују град са леве и десне обале Дунава, 7 леву обалу Дунава са Дунавским острвом, док Дунавски канал премошћава укупно 35 мостова.

### Саобраћај
Бечка саобраћајна мрежа састоји се од 6.772 улица укупне дужине 2.800 km. Бечки појас, B221, једна је од најзначајнијих саобраћајница у граду, трећи по реду саобраћајни правац који окружује централне делове Беча, након Ринга и „Круга друге линије“. Са Појаса се одвајају значајне магистралне саобраћајнице које одводе саобраћај из центра ка удаљенијим деловима града и Бечког региона.
Ауто-путеви се од града одвајају у облику звезде и углавном носе назив по правцу којим се пружају: А1 ка западу, А2 јужно, А4 исток и А22 правцем леве обале Дунава. Ауто-пут А3 ка Бургенланду се одваја од ауто-пута А2 јужно од Беча, док је А5, северни ауто-пут, тренутно у изградњи и треба да буде надовезан на чешку мрежу ауто-путева. Ауто-пут А6 је отворен 2007. године и пружа се од одвајања од А4-исток ауто-пута ка Братислави.
А23, Бечка југоисточна Тангента или градски ауто-пут је најпрометнија саобраћајница Аустрије. Овај ауто-пут облика прстена повезује ауто-путеве А2, А4 и А22 на јужном ободу града и један је од најфреквентнијих и најоптерећенијих европских праваца. Тако је 2006. године у промет пуштен „Спољашњи Ринг“ у виду брзе, експрес магистрале (S1) који је значајно растеретио Тангенту на југу, но у плану је његов наставак ка северу и повезивање са ауто-путем А5 који је изградњи (у правцу Брна). Поменути „Спољашњи Ринг“ (S1) је са А1 и А2 повезан ауто-путем А21 који представља западни „Спољашњи Ринг ауто-пут“.
Проблеми са паркингом јављају се углавном у централним деловима града па су уведене зоне кратког паркирања. У циљу решавања проблема са паркингом, за људе из региона који свакодневно путују у град ради посла, Беч подстиче и нуди могућност паркирања на ободу града на специјалним паркинзима који су смештени одмах до почетних станица неког од видова јавног градског превоза. Град генерално прави и развија планове редукције индивидуалног саобраћаја како би се екологија града и квалитет живота грађана побољшао.

### Јавни градски превоз
Јавни градски превоз у Бечу чини мрежа брзих регионалних возова и локални воз за Баден који припадају Аустријски државним железницама, као и мрежа Wiener Linien (метро-, трамвајска- и аутобуска мрежа), City Airport Train и мноштво приватних аутобуских линија.
Трамваји у Бечу саобраћају од давне 1865. године, првобитно на коњску вучу да би 1897. у промет била пуштена прва линија на електрични погон. Данашњу трамвајску мрежу чине 32 линије укупне дужине 227,3 km (податак из 2007.) чиме се она сврстава међу најдуже на свету.
Градска железница је отворена 1898. године, и она је од 1976. године сукцесивно трансформисана у подземну железницу тј. метро. Данас пет метро линија Бечког метроа мрежом дугачком 69,5 km превезе преко пола милиона путника годишње (2009. године 510,2 милиона.). Мрежа се константно и плански шири те су тако усвојени планови за њен даљи развој до 2020. односно након 2020. године

### Бицикл као алтернативно средство превоза
Удео бициклистичког наспрам осталих видова саобраћаја у Бечу је тренутно око 5%. До 2015. године би по плану надлежних служби тај удео требало да буде повећан на 8%. У појединим деловима града, претежно у централним, тај удео је значајно већи као на пример на потезу Мариахилферштрасе ( ße) где износи 20%.
Мрежа јавних бициклистичких стаза и праваца у граду тренутно обухвата 1.100 km од чега је 21% потпуно независно од аутомобилског саобраћаја.
Као алтернатива градском превозу постоји јединствен систем изнајмљивања бицикала, тзв. Citybike. Овај систем је замишљен као алтернативна могућност брзог преласка са једног на други део ужег центра града и евентуалног преседања на одређену линију јавног превоза којом се стиже даље до циља. Стога је и први сат вожње градским бициклом бесплатан, док се следећи плаћа 1€. Пре прве употребе потребно је регистровати се и плаћање, уколико је корисник задржао бицикл дуже од сат времена, се обавља преко аутомата платним картицама на сваком од пунктова где се бицикл може изнајмити. Читав систем је компјутеризован и функционише јединствено тако да корисник може изнајмити бицикл на једном пункту у граду и вратити га на било ком другом од око 60 пунктова, Citybike станица. Према статистици, највећи број корисника задржи бицикл краће од сат времена чиме се избегава плаћање. 2009. године је било регистровано око 210.000 корисника који су градским бициклима прешли 1.317.000 km

## Бечки окрузи
Беч је политички подељен на 23 округа. Бечлије их називају по њиховом броју, а ретко кад именом. На пример  , срп. 17. округ, или такође  , срп. „седамнаести“. На сваком знаку који носи име улице, налази се и број округа, испред имена улице. На пример  

## Партнерски градови
- Будимпешта, од 1990.
- Москва, од 1991.
- Загреб, од 1994.
- Варшава
- Београд, од 2003.
- Тел Авив, од 2004.

## Галерија
- Парламент
- Дворац Белведере
- Комплекс УН
- Бечка државна опера
- Скулптура Јохана Штрауса у градском парку
- Природњачки музеј
- Кварт музеја
- Дунав парк
- Глориет
- Градска кућа
- Беч ноћу, поглед са Дунавског торња
- Беч ноћу, поглед са Дунавског торња